# Gaspar Lax
Pour les articles homonymes, voir Lax.
Gaspard Lax, né à Sariñena (Aragon) en 1487, mort le 23 février 1560 à Saragosse, est un théologien et mathématicien espagnol.
Il étudia la théologie à l'université de Saragosse puis à la Sorbonne, où il devint professeur au collège de Calvi (1508, puis 1517-1524), puis au Collège de Montaigu (1509-1516) avec Juan Luis Vives et François Borgia pour étudiants. Gaspard Lax était réputé, avec John Mair, pour ses cours sur le calculus dérivé des idées de Richard Swineshead sur le mouvement.
La détention de François Ier à Madrid et les mesures de rétorsion anti-hispaniques à Paris forcèrent Lax à rentrer en Espagne cette année-là. Il devint professeur puis doyen de l'université de Saragosse.

## Œuvres
- Proportiones (1515), impr. Nicolaus de la Barre pour Emundus Le Fevre, Paris.
- Arithmetica speculativa XII libris demonstrata (1515), impr. Nicolaus de la Barre pour Emundus Le Fevre, Paris.
- Quæstiones phisicales (1527), Saragosse